# هوب فان بويكل
هوب فان بويكل (بالهولندية: Huub van Boeckel) مواليد 25 يناير 1960 في لاهاي، هولندا، هو لاعب كرة مضرب هولندي سابق وكان يلعب باليد اليمنى. أعلى تصنيف له في الفردي كان المركز الـ 93 في سنة 1985. أعلى تصنيف له في الزوجي كان المركز الـ 96 في سنة 1988.

## النهائيات
| الحصيلة | الرقم | التاريخ | الدورة           | الأرضية | الشريك       | المنافس                | النتيجة  |
| ------- | ----- | ------- | ---------------- | ------- | ------------ | ---------------------- | -------- |
| الوصافة | 1.    | 1987    | تل أبيب، إسرائيل | صلبة    | فولفغانغ بوب | جلعاد بلوم شاهار بيركس | 2–6, 4–6 |

## روابط خارجية
- هوب فان بويكل على موقع رابطة محترفي التنس (الإنجليزية)
- هوب فان بويكل على موقع الاتحاد الدولي لكرة المضرب (الإنجليزية)
- هوب فان بويكل على موقع كأس ديفيز (الإنجليزية)
- هوب فان بويكل على موقع خلاصة التنس.كوم (الإنجليزية)